# 林奇鎮區 (內布拉斯加州博伊德縣)
林奇鎮區（英語：Lynch Township）是位於美國內布拉斯加州博伊德縣的一個行政鎮區。

## 地方資料
林奇鎮區的面積為107.05平方千米，當中陸地面積為105.42平方千米，而水域面積為1.63平方千米。根據2020年美國人口普查的數據，當地共有人口194人，而人口密度為每平方千米1.81人。